# Università del Cairo
L'Università del Cairo - precedentemente Università Egiziana e, prima ancora, Università del re Fu'ad e Università Khediviale - (in arabo جامعة القاهرة‎?, Gāmaʿat al-Qāhira) è un'istituzione pubblica di studi universitari, sita a Giza, un sobborgo del Cairo (Egitto), da qualche tempo ormai inglobato dalla città metropolitana.

## Storia
Fondata il 21 dicembre del 1908, nel 2009 aveva circa 200 000 studenti ed il personale che vi operava arrivava a 12.158 impiegati.
La sua rinomata Scuola Medica, nota anche come Kasr el-Ayni (in arabo قصر العيني‎?, Qaṣr al-ʿAynī), è stata una delle prime facoltà di medicina dell'intera Africa e del Vicino Oriente.

## Facoltà
- Facoltà d'Agricoltura, su agr1.cairo.edu.eg. URL consultato il 13 novembre 2018 (archiviato dall'url originale il 29 ottobre 2007).
- Facoltà d'Archeologia, su cu.edu.eg. URL consultato il 7 dicembre 2009 (archiviato dall'url originale il 23 maggio 2007).
- Facoltà di Arte, su cu.edu.eg. URL consultato il 7 dicembre 2009 (archiviato dall'url originale il 9 maggio 2007).
- Facoltà di Commercio, su cucom.org. URL consultato il 13 novembre 2018 (archiviato dall'url originale il 29 febbraio 2012).
- Facoltà Informatica e d'Informazioni, su fci-cu.edu.eg.
- Scienze Politiche, su cu.edu.eg. URL consultato il 7 dicembre 2009 (archiviato dall'url originale il 15 luglio 2006).
- Facoltà di Medicina, su kasralainy.edu.eg. URL consultato il 7 dicembre 2009 (archiviato dall'url originale il 5 dicembre 2008).
- Facoltà della Dār al-'Ulūm, su cu.edu.eg. URL consultato il 7 dicembre 2009 (archiviato dall'url originale il 29 maggio 2007).
- Facoltà di Medicina della Bocca, su cu.edu.eg. URL consultato il 7 dicembre 2009 (archiviato dall'url originale il 21 luglio 2006).
- Facoltà di Economia e Politica, su feps.eun.eg. URL consultato il 7 dicembre 2009 (archiviato dall'url originale il 29 ottobre 2012).
- Facoltà di Ingegneria, su eng.cu.edu.eg.
- Facoltà di Giurisprudenza, su cu.edu.eg. URL consultato il 7 dicembre 2009 (archiviato dall'url originale il 9 maggio 2007).
- Facoltà di Comunicazioni di Massa, su masscomm.org. URL consultato il 7 dicembre 2009 (archiviato dall'url originale il 27 aprile 2021).
- Facoltà di Farmacia, su fopcu.edu.eg. URL consultato il 13 novembre 2018 (archiviato dall'url originale l'8 settembre 2008).
- Facoltà di Fisioterapia, su egy-pt.com. URL consultato il 7 dicembre 2009 (archiviato dall'url originale il 10 febbraio 2010).
- Facoltà di Pianificazione Regionale e Urbana, su cu.edu.eg. URL consultato il 7 dicembre 2009 (archiviato dall'url originale il 15 luglio 2006).
- Facoltà di Scienze, su cu.edu.eg. URL consultato il 7 dicembre 2009 (archiviato dall'url originale il 17 maggio 2007).
- Facoltà di Medicina veterinaria, su vet.cu.edu.eg. URL consultato il 7 dicembre 2009 (archiviato dall'url originale il 3 novembre 2021).
- Istituto di Studi e Ricerche Africane, su cu.edu.eg. URL consultato il 13 novembre 2018 (archiviato dall'url originale il 15 luglio 2006).
- Facoltà di Pediatria, su nursingfacultycairo.org. URL consultato il 13 novembre 2018 (archiviato dall'url originale il 9 novembre 2011).
- Facoltà dell'Età evolutiva, su cu.edu.eg. URL consultato il 7 dicembre 2009 (archiviato dall'url originale il 7 aprile 2007).
- Istituto di Studi e Ricerche sull'Istruzione, su ies.edu.eg. URL consultato il 13 novembre 2018 (archiviato dall'url originale il 27 settembre 2007).
- Istituto di Studi e Ricerche statistiche, su issr.edu.eg. URL consultato il 13 novembre 2018 (archiviato dall'url originale il 26 settembre 2010).
- Istituto Nazionale sui Tumori, su nci.edu.eg.
- Istituto Nazionale sul Laser, su niles.edu.eg. URL consultato il 13 novembre 2018 (archiviato dall'url originale l'8 maggio 2011).
- Facoltà dell'Istruzione Specifica, su cu.edu.eg. URL consultato il 7 dicembre 2009 (archiviato dall'url originale l'8 aprile 2007).

## Rettori
- Ahmed Lutfi al-Sayyed
- Gāber Gād Naṣṣār
- Gamal Abd el-Nasser